# Johannes Klühspies
Johannes Klühspies ist ein deutscher Geograph und Hochschullehrer. Er ist habilitierter Professor für Verkehrsträgermanagement an der Technischen Hochschule Deggendorf und Präsident des International Maglev Board. Seine Forschungsschwerpunkte umfassen Verkehrsgeographie, Magnetschwebebahntechnologien und nachhaltige Mobilitätssysteme.

## Akademische Laufbahn
Klühspies absolvierte ein Studium der Stadt- und Verkehrsgeographie an der Technischen Universität München, das er mit dem Diplom abschloss. Anschließend promovierte er an der Ruhr-Universität Bochum im Bereich Verkehrsgeographie. Seine Habilitation erfolgte an der Universität Leipzig. Klühspies wurde von der Kaiser Alexander I. Staatlichen Transport-Universität St. Petersburg mit der Ehrendoktorwürde ausgezeichnet.

## Berufliche Tätigkeit
Seit 2010 ist Klühspies Professor an der Technischen Hochschule Deggendorf, an der er das Fachgebiet Verkehrsträgermanagement vertritt. Er forscht insbesondere zu Magnetschwebebahntechnologie, Elektromobilität im ländlichen Raum sowie zur Bedeutung zukunftsfähiger Verkehrssysteme für die Regionalentwicklung.

## Engagement im International Maglev Board
Als Präsident des International Maglev Board setzt Klühspies sich für die Förderung und Weiterentwicklung von Magnetschwebebahntechnologien ein. Das International Maglev Board versteht sich als unabhängige, internationale Plattform für Forschung und Entwicklung im Bereich Magnetschwebetechnologie.

## Publikationen (Auswahl)
- Zukunftsaspekte europäischer Mobilität: Perspektiven und Grenzen einer Innovation von Magnetschnellbahntechnologien. Habilitationsschrift. Leipzig: Universität Leipzig, 2010.
- mit R. Kircher, E. Fritz, K. Eiler: Feinstaubemissionen im spurgeführten Hochgeschwindigkeitsverkehr. Rad-Schiene-Hochgeschwindigkeitsbahnsysteme im Vergleich mit Magnetschnellbahntechnologien. München: International Maglev Board, 2020.
- mit M. Hekler: Ein Magnetschnellbahnkonflikt als Treiber japanischer Regionalentwicklung: Mitspracheforderungen der Präfektur Shizuoka zur neuen Strecke Tokio – Nagoya in: Standort, 2021, Springer.
- mit R. Palka, E. Fritz, R. Kircher: Electromagnetic Fields of High-Speed Transportation Systems. Maglev Technologies in Comparison with Steel-Wheel-Rail. München: International Maglev Board 2018. ISBN 978-3-947957-01-9.